# Bill Miller (friidrottare)
William Preston Miller, född 22 februari 1930 i New Jersey död 27 oktober 2016, var en före detta amerikansk friidrottare.
Miller blev olympisk silvermedaljör i spjutkastning vid sommarspelen 1952 i Helsingfors.